# Tapisciaceae
Tapisciaceae is een botanische naam, voor een familie van bedektzadige bloemen. Een familie onder deze naam wordt zelden erkend door systemen voor plantentaxonomie, maar wel door het APG II-systeem (2003): aldaar wordt ze niet in een orde geplaatst.
Het gaat om een heel kleine familie, met alleen de genera Huertea en Tapiscia. De APWebsite plaatst de familie in de orde Huerteales.